# Schranz
Současný význam schranz je styl elektronické hudby (subžánr techna) vyznačující se vysokou rychlostí BPM (150-180). Obecně platí že schranz = hard techno.

## Vznik
Termín vznikl v roce 1994 v Německu, pravděpodobně ze dvou německých podstatných jmen Schrei (výkřik) a Tanz (tanec). Do světa ho prosadil Chris Liebing. Ten ovšem schranzem myslel zcela něco jiného než hard techno – Chris Liebing erklärt Schranz – Schranz dle Liebinga bylo jiné monotónní techno mezi 145-150 BPM. Release – The Real Schranz.

## Rozdíl mezi hard technem a schranzem
V současnosti se můžete setkat s dvěma tvrzeními. 1/ že současný schranz je to samé co hard techno (toto prosazuji djs jako Torsten Kanzler, Sven Wittekind) a je to bráno jako obecné pravidlo. 2/ mezi těmito dvěma pojmy je rozdíl. A to ten, že schranz je tvrdší a temnější vývoj hard techna. Jednoznačný a prokázaný rozdíl je mezi schranzem, se kterým přišel Liebing a současným schranzem popř. hard technem.[zdroj?]

## Charakteristika
Originální zvuk schranzu (Liebing) je tvrdší  techno/New Beat, inspirované stylem Hardcore techno, ale s omezenými melodickými elementy a důrazem na perkuse. Známkou tohoto stylu jsou silně komprimované a filtrované smyčky.
Hard techno (Schranz) je oproti klasickému technu mnohem rychlejší a tvrdší. Počátek Schranzu se datuje kolem začátku tisíciletí, kdy tenhle výraz poprvé použila německá techno legenda Chris Liebing. Během dvou let se Schranz vyvinul do své finalní podoby a především z německa se díky masové oblibě která rychle postupovala celým světem začali vozit jména už dnes známá jako klasická schranzová elita.
DJ Rush (US), Felix Krocher (D), Sven Wittekind (D), DJ Amok (D), Robert Natus (D), Arkus P. (D), O.B.I. (D), Viper XXL (D), Boris S. (D), Frank Kvitta, Mario Ranieri (A)..

## Současná tendence
V současnosti se HT nachází v určitém vývojovém stupni a část djs a producentů je ovlivňováno prvky hard-core techna, které zažívá v současnosti úspěch především v Holandsku a Německu. Počet velmi vynikajících DJs se také rozšířil mimo základnu Německa především do Brazílie, Španělska, Holandska a dalších zemí. Především tam kde je podpora velkých festivalů a kvalitní klubové zázemí.

## Domácí scéna HT
Hard techno v České a Slovenské republice má stále pevnou základnu především v klubové sféře, jež zůstala po úspěchu velkých akcí Orion Hall, SoL, CosmicTrip a především Apokalypsy. Pravidelné klubové noci – Satellite(HK), Babyllon(Opava), HardTechno Provincie, Schranz machine, OMG (Brno), Darkness, Pulzar, Hardflash, Techno Terror (Slovensko) a časté lokální klubovky jako třeba SchranzMania (HK) dávají možnost a podporu větším projektům. Hlavním informačním centrem je komunitní server www.schranz.cz a na Slovensku www.schranz.sk.

## DJ’s současnosti (2014)
AUSTRáLIE: Bold // BELGIE: Sandy Warez, Tim Rivers   //  BRAZíLIE: Pet Duo, Candy Cox, Alex TB, Buchecha, Lukas, Fernanda Martins, Julyikie  //   FRANCIE: Greg Notill  // ChILE: Daniela Haverbeck //  MAĎARSKO: Svetec, Atom, Hammond, Robert Fabian, Jim-E, Bentech   //  MEXIKO: Acid Flux,   // NĚMECKO: O.B.I., Viper XXL, Jason Little, Waldhaus, Sutura, Pappenheimer, BMG, Minpren, Andi Teller, Jan Fleck, Frank Kvitta, Arkus P, Boris S, Torsten Kanzler, Amok // NIZOZEMÍ: Miss Djax, DayMar, Salva Trucha  //  RAKOUSKO: Mario Ranieri, // SLOVENSKO: Sepromatiq, Matthew, Lenzy // SRBSKO: Ivee // ŠPANĚLSKO:  Richie Gee, Psychodrums, Fatima Haji,      // UK: Instigator // UKRAJINA: Lady Kate ( od 2013 HC – Lady K8) // USA: Rush  ,  , ., , ,   a mnoho dalších.[zdroj?]
Čeští DJs a producenti: Golpe, Destroyer, B.Unq!, Kesz, Peterson, Bloodrain, Schranzdata a další.[zdroj?]